# Kaminagaya (metropolitana di Yokohama)
Kaminagaya (上永谷駅?, Kaminagaya-eki) è una stazione della metropolitana di Yokohama che si trova nel quartiere di Minami-ku a Yokohama, ed è servita dalla linea blu.

## Linee
Metropolitana di Yokohama
 Linea blu (linea 4)

## Struttura
La stazione è realizzata su un viadotto - l'unica di questa tipologia della linea -, e dispone di due marciapiedi a isola con quattro binari passanti, protetti da porte di banchina a mezza altezza. I binari 1 e 3 sono utilizzati per i treni originanti da questa stazione.
| 1-2 | Linea blu |  | per Totsuka e Shōnandai             |
| 3-4 | Linea blu |  | per Yokohama, Center-Kita e Azamino |

## Stazioni adiacenti
| «          | Servizio  | »           |
| Linea Blu  | Linea Blu | Linea Blu   |
| ---------- | --------- | ----------- |
| Kōnan-Chūō | -         | Shimonagaya |